# Maximilian Reinitz

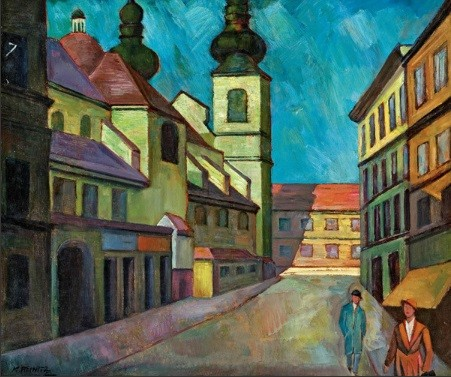
Schlösselgasse mit Alserkirche (1934)

Maximilian Reinitz (* 29. April 1872 in Wien; † 25. September 1935 ebenda) war ein österreichischer Maler der Neuen Sachlichkeit und des Kubismus.
Reinitz studierte von 14. Mai 1898 bis 1902 an der Akademie der Bildenden Künste München, zuerst in der Naturklasse bei Johann Caspar Herterich, dann bei Ludwig von Herterich, Carl von Marr und Peter von Halm. 
Nach dem Studium besuchte er Budapest, Dresden und Berlin, unternahm auch Studienreisen nach Italien und Albanien.
Ab 1914 war Reinitz wieder in Wien tätig und wurde 1922 Ehrenmitglied des Hagenbundes. 
Er war Anhänger der modernen Strömungen in der europäischen Malerei, seine Werke waren in der Ästhetik des Kubismus und der Neuen Sachlichkeit gehalten.
Seine auf der Frühlings-Ausstellung 1922 gezeigten Werke erregten eine Empörung der konservativen Kritiker. Um den Konflikten zu entgehen, lebte Reinitz zurückgezogen, fern vom Wiener Malermilieu.
Erst viele Jahre nach seinem Tode wurden seine Werke entdeckt und anerkannt.